# Philippines tại những đấu trường sắc đẹp lớn nhất thế giới
Đây là danh sách chỉ sự tham gia và thành tích của các đại diện Philippines tại các đấu trường sắc đẹp lớn nhất hành tinh, bao gồm Hoa hậu Hoàn vũ, Hoa hậu Thế giới, Hoa hậu Quốc tế, Hoa hậu Trái Đất, Hoa hậu Siêu quốc gia và Hoa hậu Hòa bình Quốc tế. Philippines gửi đại diện đến Hoa hậu Hoàn vũ lần đầu vào năm 1952, Hoa hậu Thế giới lần đầu vào năm 1966, Hoa hậu Quốc tế lần đầu vào năm 1960, Hoa hậu Trái Đất lần đầu vào năm 2001, Hoa hậu Siêu quốc gia lần đầu vào năm 2011 và Hoa hậu Hòa bình Quốc tế lần đầu vào năm 2013. Philippines có tổng cộng 16 chiến thắng  
4 lần Chiến thắng Hoa hậu Hoàn vũ (1969 • 1973 • 2015 • 2018)
1 lần Chiến thắng Hoa hậu Thế giới (2013)
6 lần Chiến thắng Hoa hậu Quốc tế (1964 • 1970 • 1979 • 2005 • 2013 • 2016)
4 lần Chiến thắng Hoa hậu Trái Đất (2008 • 2014 • 2015 • 2017)
1 lần Chiến thắng Hoa hậu Siêu quốc gia (2013)
Các cuộc thi nhượng quyền của Philippines của sáu cuộc thi sắc đẹp lớn như sau:
- Miss Universe Philippines -  Hoa hậu Hoàn vũ
- Miss World Philippines - Hoa hậu Thế giới và Hoa hậu Siêu quốc gia
- Binibining Pilipinas - Hoa hậu Quốc tế
- Miss Philippines Earth - Hoa hậu Trái Đất
- Miss Grand Philippines - Hoa hậu Hòa bình Quốc tế

Tiêu chí xem xét sáu cuộc thi sắc đẹp trên như những đấu trường sắc đẹp lớn nhất thế giới được dựa vào những tiêu chuẩn cụ thể, chẳng hạn như sự nổi tiếng và uy tín mang tính toàn cầu của cuộc thi được truyền thông trên toàn thế giới săn đón; số lượng thí sinh dự thi, chất lượng của hoa hậu đăng quang được công nhận bởi nhượng quyền và giới chuyên gia quốc tế; những hoạt động sau cuộc thi của hoa hậu; lịch sử, tính nhất quán và sự lâu đời của cuộc thi; tổng thể về các hoạt động chuẩn bị trước cuộc thi, phương thức vận động sản xuất và phương tiện truyền thông; độ nổi bật về sự quan tâm trên các phương tiện mạng, điện tử; và mức độ phổ biến của người ủng hộ cuộc thi trên toàn cầu. Hiện nay, một số cuộc thi khác với quy mô lớn và độ nổi bật đang được những người hâm mộ và các chuyên trang sắc đẹp đưa vào danh sách các cuộc thi lớn nhất toàn cầu, tuy nhiên, vì chưa có tính nhất quán về các tiêu chuẩn như sự lâu đời, chất lượng, các hoạt động cũng như sự công nhận rộng rãi trên các phương tiện truyền thông, báo chí thế giới một cách phổ biến nhất định, những cuộc thi đó nhìn chung vẫn chưa thể xếp vào hàng các đấu trường lớn nhất thế giới được công nhận trên hệ thống từ điển bách khoa Wikipedia vì chưa đủ độ nổi bật, thậm chí những trang thông tin về các cuộc thi này từng bị xóa nhiều lần trên phiên bản từ điển tiếng Anh.

### Chuỗi chiến thắng dài nhất thế giới từ 2013 đến 2018
Philippines hiện đang nắm giữ chuỗi chiến thắng dài nhất thế giới tại các cuộc thi sắc đẹp Tứ đại hoa hậu của bất kỳ quốc gia nào trong lịch sử, từ năm 2013 đến năm 2018. Chuỗi chiến thắng của quốc gia này bắt đầu vào năm 2013 với Megan Young là người đầu tiên và duy nhất của quốc gia này giành được danh hiệu Hoa hậu Thế giới, và cũng với Bea Santiago giành được vương miện Hoa hậu Quốc tế. Jamie Herrell sau đó đã giành được vương miện Hoa hậu Trái đất 2014. Angelia Ong đã mang về cho Philippines chiến thắng đầu tiên và duy nhất cho đến nay trong lịch sử Hoa hậu Trái đất bằng cách giành được vương miện năm 2015. Cùng năm đó, Pia Wurtzbach đã giành được vương miện Hoa hậu Hoàn vũ 2015 cho Philippines.
Chuỗi chiến thắng tiếp tục vào năm 2016 khi Kylie Verzosa mang về cho Philippines vương miện Hoa hậu Quốc tế thứ sáu và gần đây nhất. Năm sau đó vào năm 2017, Karen Ibasco đã mang về cho quốc gia này vương miện Hoa hậu Trái đất thứ tư và gần đây nhất - nhiều nhất đối với bất kỳ quốc gia nào trong lịch sử cuộc thi. Kết thúc chuỗi chiến thắng sáu năm này là chiến thắng của Catriona Gray tại Hoa hậu Hoàn vũ 2018, giành vương miện Hoa hậu Hoàn vũ thứ tư và gần đây nhất của Philippines. Cho đến nay, Philippines là quốc gia có chuỗi chiến thắng dài nhất trong lịch sử và là quốc gia duy nhất trên thế giới giành chiến thắng trong tất cả các cuộc thi sắc đẹp Tứ đại hoa hậu trong bất kỳ chuỗi danh hiệu nào của họ.

## Tổng hợp kết quả
Chú thích
- Chiến thắng
- Á hậu
- Chung kết, bán kết, tứ kết

| Năm  | Hoa hậu Hoàn vũ               | Hoa hậu Thế giới           | Hoa hậu Quốc tế               | Hoa hậu Trái Đất              | Hoa hậu Siêu quốc gia           | Hoa hậu Hòa bình Quốc tế      |
| ---- | ----------------------------- | -------------------------- | ----------------------------- | ----------------------------- | ------------------------------- | ----------------------------- |
| 2026 | TBA                           | TBA                        | TBA                           | TBA                           | TBA                             | TBA                           |
| 2025 | TBA                           | Krishnah Gravidez          | Myrna Esguerra                | TBA                           | TBA                             | TBA                           |
| 2024 | Chelsea Manalo                | Cuộc thi bị hoãn           | Angelica Lopez                | Irha Mel Alfeche              | Alethea Ambrosio Top 12         | Christine Opiaza              |
| 2023 | Michelle Dee Top 10           | Gwendolyne Fournio         | Nicole Yance Borromeo Á hậu 3 | Yllana Marie Aduana Á hậu 1   | Pauline Amelinckx Á hậu 1       | Nikki de Moura                |
| 2022 | Celeste Cortesi               | Cuộc thi bị hoãn           | Hannah Arnold Top 15          | Jenny Ramp Top 20             | Alison Black Top 24             | Roberta Tamondong Á hậu 5     |
| 2021 | Beatrice Gomez Top 5          | Tracy Perez Top 13         | Cuộc thi bị hoãn              | Naelah Alshorbaji Top 8       | Dindi Pajares Top 12            | Samantha Alexandra Panlilio   |
| 2020 | Rabiya Mateo Top 21           | Cuộc thi bị hoãn           | Cuộc thi bị hoãn              | Roxanne Baeyens Á hậu 2       | Cuộc thi bị hoãn                | Samantha Mae Bernardo Á hậu 1 |
| 2019 | Gazini Ganados Top 20         | Michelle Dee Top 12        | Bea Magtanong Top 8           | Janelle Lazo Tee Top 20       | Joanna Louise Eden Top 25       | Samantha Ashley Lo            |
| 2018 | Catriona Gray Chiến thắng     | Katarina Rodriguez         | Ahtisa Manalo Á hậu 1         | Celeste Cortesi Top 8         | Jehza Mae Huelar Top 10         | Eva Psychee Patalinjug        |
| 2017 | Rachel Peters Top 10          | Laura Lehmann Top 40       | Mariel de Leon                | Karen Ibasco Chiến thắng      | Chanel Olive Thomas Top 10      | Elizabeth Clenci Á hậu 2      |
| 2016 | Maxine Medina Top 6           | Catriona Gray Top 5        | Kylie Verzosa Chiến thắng     | Imelda Schweighart            | Joanna Louise Eden Top 25       | Nicole Cordoves Á hậu 1       |
| 2015 | Pia Wurtzbach Chiến thắng     | Hillarie Parungao Top 11   | Janicel Lubina Top 10         | Angelia Ong Chiến thắng       | Rogelie Catacutan Top 20        | Parul Shah Á hậu 3            |
| 2014 | Mary Jean Lastimosa Top 10    | Valerie Weigmann Top 25    | Bianca Guidotti               | Jamie Herrell Chiến thắng     | Yvethe Marie Santiago Top 20    | Kimberly Karlsson             |
| 2013 | Ariella Arida Á hậu 3         | Megan Young Chiến thắng    | Bea Santiago Chiến thắng      | Angelee delos Reyes Top 8     | Mutya Johanna Datul Chiến thắng | Annalie Forbes Á hậu 3        |
| 2012 | Janine Tugonon Á hậu 1        | Queenierich Rehman Top 15  | Nicole Schmitz Top 15         | Stephany Stefanowitz Á hậu 1  | Elaine Kay Moll Á hậu 3         | Cuộc thi chưa đựợc tổ chức    |
| 2011 | Shamcey Supsup Á hậu 3        | Gwendoline Ruais Á hậu 1   | Dianne Necio Top 15           | Athena Imperial Á hậu 2       | Lourenz Grace Remetillo         | Cuộc thi chưa đựợc tổ chức    |
| 2010 | Venus Raj Á hậu 4             | Czarina Gatbonton          | Krista Kleiner Top 15         | Kris Psyche Resus             | Không tham gia                  | Cuộc thi chưa đựợc tổ chức    |
| 2009 | Bianca Manalo                 | Marie-Ann Umali            | Melody Gersbach Top 15        | Sandra Seifert Á hậu 1        | Không tham gia                  | Cuộc thi chưa đựợc tổ chức    |
| 2008 | Jennifer Barrientos           | Danielle Castaño           | Patricia Fernandez Top 12     | Karla Paula Henry Chiến thắng | Cuộc thi chưa đựợc tổ chức      | Cuộc thi chưa đựợc tổ chức    |
| 2007 | Theresa Licaros               | Maggie Wilson              | Nadia Shami                   | Jeanne Harn                   | Cuộc thi chưa đựợc tổ chức      | Cuộc thi chưa đựợc tổ chức    |
| 2006 | Lia Ramos                     | Anna Maris Igpit           | Denille Lou Valmonte          | Catherine Untalan Á hậu 2     | Cuộc thi chưa đựợc tổ chức      | Cuộc thi chưa đựợc tổ chức    |
| 2005 | Gionna Cabrera                | Carlene Aguilar Top 15     | Lara Quigaman Chiến thắng     | Genebelle Raagas Top 16       | Cuộc thi chưa đựợc tổ chức      | Cuộc thi chưa đựợc tổ chức    |
| 2004 | Maricar Balagtas              | Karla Bautista Top 5       | Margaret Bayot Top 15         | Tamera Szijarto Top 8         | Cuộc thi chưa đựợc tổ chức      | Cuộc thi chưa đựợc tổ chức    |
| 2003 | Carla Balingit                | Mafae Yunon Top 5          | Jhezarie Javier               | Laura Marie Dunlap Top 10     | Cuộc thi chưa đựợc tổ chức      | Cuộc thi chưa đựợc tổ chức    |
| 2002 | Karen Agustin                 | Katherine Manalo Top 10    | Kristine Alzar                | April Perez Top 10            | Cuộc thi chưa đựợc tổ chức      | Cuộc thi chưa đựợc tổ chức    |
| 2001 | Zorayda Andam                 | Gilrhea Quinzon            | Maricarl Tolosa               | Carlene Aguilar Top 10        | Cuộc thi chưa đựợc tổ chức      | Cuộc thi chưa đựợc tổ chức    |
| 2000 | Nina Alagao                   | Katherine de Guzman        | Joanna Peñaloza               | Cuộc thi chưa đựợc tổ chức    | Cuộc thi chưa đựợc tổ chức      | Cuộc thi chưa đựợc tổ chức    |
| 1999 | Miriam Quiambao Á hậu 1       | Lalaine Edson              | Georgina Sandico              | Cuộc thi chưa đựợc tổ chức    | Cuộc thi chưa đựợc tổ chức      | Cuộc thi chưa đựợc tổ chức    |
| 1998 | Jewel Lobaton                 | Rachel Soriano             | Colette Glazer Top 15         | Cuộc thi chưa đựợc tổ chức    | Cuộc thi chưa đựợc tổ chức      | Cuộc thi chưa đựợc tổ chức    |
| 1997 | Abbygale Arenas               | Kristine Florendo          | Susan Ritter Top 15           | Cuộc thi chưa đựợc tổ chức    | Cuộc thi chưa đựợc tổ chức      | Cuộc thi chưa đựợc tổ chức    |
| 1996 | Aileen Damiles                | Daisy Reyes                | Yedda Kittilstvedt Top 15     | Cuộc thi chưa đựợc tổ chức    | Cuộc thi chưa đựợc tổ chức      | Cuộc thi chưa đựợc tổ chức    |
| 1995 | Joanne Santos                 | Reham Tago                 | Gladys Dueñas Top 15          | Cuộc thi chưa đựợc tổ chức    | Cuộc thi chưa đựợc tổ chức      | Cuộc thi chưa đựợc tổ chức    |
| 1994 | Charlene Gonzales Top 6       | Caroline Subijano Top 10   | Alma Concepcion Top 15        | Cuộc thi chưa đựợc tổ chức    | Cuộc thi chưa đựợc tổ chức      | Cuộc thi chưa đựợc tổ chức    |
| 1993 | Dindi Gallardo                | Ruffa Gutierrez Á hậu 2    | Sheela Santarin               | Cuộc thi chưa đựợc tổ chức    | Cuộc thi chưa đựợc tổ chức      | Cuộc thi chưa đựợc tổ chức    |
| 1992 | Elizabeth Berroya             | Marina Benipayo            | Jo-Anne Alivio                | Cuộc thi chưa đựợc tổ chức    | Cuộc thi chưa đựợc tổ chức      | Cuộc thi chưa đựợc tổ chức    |
| 1991 | Lourdes Gonzalez              | Gemith Gemparo             | Patricia Betita Top 15        | Cuộc thi chưa đựợc tổ chức    | Cuộc thi chưa đựợc tổ chức      | Cuộc thi chưa đựợc tổ chức    |
| 1990 | Germelina Padilla             | Antonette Ballesteros      | Jennifer Pingree              | Cuộc thi chưa đựợc tổ chức    | Cuộc thi chưa đựợc tổ chức      | Cuộc thi chưa đựợc tổ chức    |
| 1989 | Sara Paez                     | Estrella Querubin          | Lilia Andanar                 | Cuộc thi chưa đựợc tổ chức    | Cuộc thi chưa đựợc tổ chức      | Cuộc thi chưa đựợc tổ chức    |
| 1988 | Perfida Limpin                | Dana Narvadez              | Anthea Robles                 | Cuộc thi chưa đựợc tổ chức    | Cuộc thi chưa đựợc tổ chức      | Cuộc thi chưa đựợc tổ chức    |
| 1987 | Geraldine Asis Top 10         | Lourdes Apostol            | Lourdes Enriquez              | Cuộc thi chưa đựợc tổ chức    | Cuộc thi chưa đựợc tổ chức      | Cuộc thi chưa đựợc tổ chức    |
| 1986 | Violeta Naluz                 | Sherry Byrne Top 15        | Alice Dixson Top 15           | Cuộc thi chưa đựợc tổ chức    | Cuộc thi chưa đựợc tổ chức      | Cuộc thi chưa đựợc tổ chức    |
| 1985 | Joyce Burton                  | Elizabeth Cuenco           | Sabrina Artadi                | Cuộc thi chưa đựợc tổ chức    | Cuộc thi chưa đựợc tổ chức      | Cuộc thi chưa đựợc tổ chức    |
| 1984 | Desiree Verdadero Á hậu 3     | Aurora Sevilla             | Bella Nachor                  | Cuộc thi chưa đựợc tổ chức    | Cuộc thi chưa đựợc tổ chức      | Cuộc thi chưa đựợc tổ chức    |
| 1983 | Rosita Capuyon                | Marilou Sadiua             | Flor Pastrana                 | Cuộc thi chưa đựợc tổ chức    | Cuộc thi chưa đựợc tổ chức      | Cuộc thi chưa đựợc tổ chức    |
| 1982 | Maria Isabel Lopez            | Sarah Areza Top 15         | Lisa Manibog                  | Cuộc thi chưa đựợc tổ chức    | Cuộc thi chưa đựợc tổ chức      | Cuộc thi chưa đựợc tổ chức    |
| 1981 | Maricar Mendoza               | Suzette Nicolas            | Alice Sacasas Top 15          | Cuộc thi chưa đựợc tổ chức    | Cuộc thi chưa đựợc tổ chức      | Cuộc thi chưa đựợc tổ chức    |
| 1980 | Rosario Silayan Á hậu 3       | Milagros Nabor             | Diana Chiong Top 12           | Cuộc thi chưa đựợc tổ chức    | Cuộc thi chưa đựợc tổ chức      | Cuộc thi chưa đựợc tổ chức    |
| 1979 | Criselda Cecilio              | Josefina Francisco         | Melanie Marquez Chiến thắng   | Cuộc thi chưa đựợc tổ chức    | Cuộc thi chưa đựợc tổ chức      | Cuộc thi chưa đựợc tổ chức    |
| 1978 | Jennifer Cortez               | Louvette Hammond           | Luz Policarpio                | Cuộc thi chưa đựợc tổ chức    | Cuộc thi chưa đựợc tổ chức      | Cuộc thi chưa đựợc tổ chức    |
| 1977 | Anna Kier                     | Melissa Veneracion Rút lui | Cristina Alberto Rút lui      | Cuộc thi chưa đựợc tổ chức    | Cuộc thi chưa đựợc tổ chức      | Cuộc thi chưa đựợc tổ chức    |
| 1976 | Elizabeth de Padua            | Josephine Conde Rút lui    | Dolores Ascalon Top 15        | Cuộc thi chưa đựợc tổ chức    | Cuộc thi chưa đựợc tổ chức      | Cuộc thi chưa đựợc tổ chức    |
| 1975 | Rose Marie Brosas Á hậu 4     | Suzanne Gonzales           | Jaye Murphy Top 15            | Cuộc thi chưa đựợc tổ chức    | Cuộc thi chưa đựợc tổ chức      | Cuộc thi chưa đựợc tổ chức    |
| 1974 | Guadalupe Sanchez Top 12      | Agnes Rustia               | Erlynne Bernardez             | Cuộc thi chưa đựợc tổ chức    | Cuộc thi chưa đựợc tổ chức      | Cuộc thi chưa đựợc tổ chức    |
| 1973 | Margarita Moran Chiến thắng   | Evangeline Pascual Á hậu 1 | Elena Ojeda Á hậu 4           | Cuộc thi chưa đựợc tổ chức    | Cuộc thi chưa đựợc tổ chức      | Cuộc thi chưa đựợc tổ chức    |
| 1972 | Barbara Crespo Top 12         | Evangeline Reyes Top 15    | Yolanda Dominguez Á hậu 2     | Cuộc thi chưa đựợc tổ chức    | Cuộc thi chưa đựợc tổ chức      | Cuộc thi chưa đựợc tổ chức    |
| 1971 | Vida Doria                    | Onelia Jose                | Evelyn Camus Á hậu 2          | Cuộc thi chưa đựợc tổ chức    | Cuộc thi chưa đựợc tổ chức      | Cuộc thi chưa đựợc tổ chức    |
| 1970 | Simonette delos Reyes         | Minerva Cagatao Top 15     | Aurora Pijuan Chiến thắng     | Cuộc thi chưa đựợc tổ chức    | Cuộc thi chưa đựợc tổ chức      | Cuộc thi chưa đựợc tổ chức    |
| 1969 | Gloria Diaz Chiến thắng       | Feliza Miro                | Margaret Montinola Top 15     | Cuộc thi chưa đựợc tổ chức    | Cuộc thi chưa đựợc tổ chức      | Cuộc thi chưa đựợc tổ chức    |
| 1968 | Rosario Zaragoza              | Cecilia Amabuyok Á hậu 4   | Nenita Ramos Top 15           | Cuộc thi chưa đựợc tổ chức    | Cuộc thi chưa đựợc tổ chức      | Cuộc thi chưa đựợc tổ chức    |
| 1967 | Pilar Pilapil                 | Maita Gomez                | Margarita Romualdez           | Cuộc thi chưa đựợc tổ chức    | Cuộc thi chưa đựợc tổ chức      | Cuộc thi chưa đựợc tổ chức    |
| 1966 | Clarinda Soriano Top 15       | Vivien Austria             | Cuộc thi bị hoãn              | Cuộc thi chưa đựợc tổ chức    | Cuộc thi chưa đựợc tổ chức      | Cuộc thi chưa đựợc tổ chức    |
| 1965 | Louise Vail Top 15            | Không tham gia             | Isabelle Santos               | Cuộc thi chưa đựợc tổ chức    | Cuộc thi chưa đựợc tổ chức      | Cuộc thi chưa đựợc tổ chức    |
| 1964 | Myrna Panlilio                | Không tham gia             | Gemma Cruz Chiến thắng        | Cuộc thi chưa đựợc tổ chức    | Cuộc thi chưa đựợc tổ chức      | Cuộc thi chưa đựợc tổ chức    |
| 1963 | Lalaine Bennett 3rd Runner-Up | Không tham gia             | Monina Yllana Top 15          | Cuộc thi chưa đựợc tổ chức    | Cuộc thi chưa đựợc tổ chức      | Cuộc thi chưa đựợc tổ chức    |
| 1962 | Josephine Brown               | Không tham gia             | Cynthia Ugalde                | Cuộc thi chưa đựợc tổ chức    | Cuộc thi chưa đựợc tổ chức      | Cuộc thi chưa đựợc tổ chức    |
| 1961 | Không tham gia                | Không tham gia             | Pilar Arciaga                 | Cuộc thi chưa đựợc tổ chức    | Cuộc thi chưa đựợc tổ chức      | Cuộc thi chưa đựợc tổ chức    |
| 1960 | Không tham gia                | Không tham gia             | Edita Vital Top 15            | Cuộc thi chưa đựợc tổ chức    | Cuộc thi chưa đựợc tổ chức      | Cuộc thi chưa đựợc tổ chức    |
| 1959 | Không tham gia                | Không tham gia             | Cuộc thi chưa đựợc tổ chức    | Cuộc thi chưa đựợc tổ chức    | Cuộc thi chưa đựợc tổ chức      | Cuộc thi chưa đựợc tổ chức    |
| 1958 | Không tham gia                | Không tham gia             | Cuộc thi chưa đựợc tổ chức    | Cuộc thi chưa đựợc tổ chức    | Cuộc thi chưa đựợc tổ chức      | Cuộc thi chưa đựợc tổ chức    |
| 1957 | Carmen Corrales               | Không tham gia             | Cuộc thi chưa đựợc tổ chức    | Cuộc thi chưa đựợc tổ chức    | Cuộc thi chưa đựợc tổ chức      | Cuộc thi chưa đựợc tổ chức    |
| 1956 | Isabel Rodriguez              | Không tham gia             | Cuộc thi chưa đựợc tổ chức    | Cuộc thi chưa đựợc tổ chức    | Cuộc thi chưa đựợc tổ chức      | Cuộc thi chưa đựợc tổ chức    |
| 1955 | Yvonne delos Reyes            | Không tham gia             | Cuộc thi chưa đựợc tổ chức    | Cuộc thi chưa đựợc tổ chức    | Cuộc thi chưa đựợc tổ chức      | Cuộc thi chưa đựợc tổ chức    |
| 1954 | Blesilda Ocampo Top 16        | Không tham gia             | Cuộc thi chưa đựợc tổ chức    | Cuộc thi chưa đựợc tổ chức    | Cuộc thi chưa đựợc tổ chức      | Cuộc thi chưa đựợc tổ chức    |
| 1953 | Cristina Pacheco              | Không tham gia             | Cuộc thi chưa đựợc tổ chức    | Cuộc thi chưa đựợc tổ chức    | Cuộc thi chưa đựợc tổ chức      | Cuộc thi chưa đựợc tổ chức    |
| 1952 | Teresita Sanchez              | Không tham gia             | Cuộc thi chưa đựợc tổ chức    | Cuộc thi chưa đựợc tổ chức    | Cuộc thi chưa đựợc tổ chức      | Cuộc thi chưa đựợc tổ chức    |
| 1951 | Cuộc thi chưa đựợc tổ chức    | Không tham gia             | Cuộc thi chưa đựợc tổ chức    | Cuộc thi chưa đựợc tổ chức    | Cuộc thi chưa đựợc tổ chức      | Cuộc thi chưa đựợc tổ chức    |

### Thành tích
| Cuộc thi                 | Số lần vào bán kết/chiến thắng | Kết quả tốt nhất                                      |
| ------------------------ | ------------------------------ | ----------------------------------------------------- |
| Hoa hậu Hoàn vũ          | 26                             | Chiến thắng (1969 • 1973 • 2015 • 2018)               |
| Hoa hậu Thế giới         | 21                             | Chiến thắng (2013)                                    |
| Hoa hậu Quốc tế          | 34                             | Chiến thắng (1964 • 1970 • 1979 • 2005 • 2013 • 2016) |
| Hoa hậu Trái Đất         | 19                             | Chiến thắng (2008 • 2014 • 2015 • 2017)               |
| Hoa hậu Siêu quốc gia    | 10                             | Chiến thắng (2013)                                    |
| Hoa hậu Hòa bình Quốc tế | 6                              | Á hậu 1 (2016 • 2020)                                 |
| Tổng cộng                | 116                            | 16 Hoa hậu                                            |

### Năm chủ nhà
| Năm  | Cuộc thi         | Thành phố                 | Địa điểm                                                | Tham gia |
| ---- | ---------------- | ------------------------- | ------------------------------------------------------- | -------- |
| 1974 | Hoa hậu Hoàn vũ  | Pasay, Vùng đô thị Manila | Trung tâm Văn hóa Philippines                           | 65       |
| 1994 | Hoa hậu Hoàn vũ  | Pasay, Vùng đô thị Manila | Trung tâm Hội nghị Quốc tế Philippines                  | 77       |
| 2016 | Hoa hậu Hoàn vũ  | Pasay, Vùng đô thị Manila | Khu thương mại Asia Arena                               | 86       |
| 2016 | Hoa hậu Trái Đất | Pasay, Vùng đô thị Manila | Khu thương mại Asia Arena                               | 83       |
| 2001 | Hoa hậu Trái Đất | Quezon, Manila            | Nhà hát Trường Đại học Philippines                      | 42       |
| 2002 | Hoa hậu Trái Đất | Pasay, Manila             | Trung tâm Văn hóa Philipines                            | 53       |
| 2003 | Hoa hậu Trái Đất | Quezon, Manila            | Nhà hát Trường Đại học Philippines                      | 57       |
| 2004 | Hoa hậu Trái Đất | Quezon, Manila            | Nhà hát Trường Đại học Philippines                      | 61       |
| 2005 | Hoa hậu Trái Đất | Quezon, Manila            | Nhà hát Trường Đại học Philippines                      | 80       |
| 2006 | Hoa hậu Trái Đất | Manila                    | Viện Bảo tàng Quốc gia                                  | 82       |
| 2007 | Hoa hậu Trái Đất | Quezon, Manila            | Nhà hát Trường Đại học Philippines                      | 88       |
| 2008 | Hoa hậu Trái Đất | Angeles, Pampanga         | Nhà hát vòng tròn Clark Expo                            | 85       |
| 2009 | Hoa hậu Trái Đất | Boracay                   | Trung tâm hội nghị và khu nghỉ dưỡng Boracay Ecovillage | 80       |
| 2011 | Hoa hậu Trái Đất | Quezon, Manila            | Nhà hát Trường Đại học Philippines                      | 84       |
| 2012 | Hoa hậu Trái Đất | Muntinlupa                | Versailles Palace                                       | 80       |
| 2013 | Hoa hậu Trái Đất | Muntinlupa                | Versailles Palace                                       | 88       |
| 2014 | Hoa hậu Trái Đất | Quezon, Manila            | Nhà hát Trường Đại học Philippines                      | 85       |
| 2017 | Hoa hậu Trái Đất | Pasay, Manila             | Khu thương mại Asia Arena                               | 85       |
| 2018 | Hoa hậu Trái Đất | Pasay, Manila             | Khu thương mại Asia Arena                               | 87       |
| 2019 | Hoa hậu Trái Đất | Manila, Parañaque         | Khách sạn Okada                                         | 85       |
| 2022 | Hoa hậu Trái Đất | Manila, Parañaque         | Khách sạn Okada                                         | 86       |
| 2024 | Hoa hậu Trái Đất | Manila, Parañaque         | Khách sạn Okada                                         | 51       |